# Эвакуация генерала Макартура с Филиппин

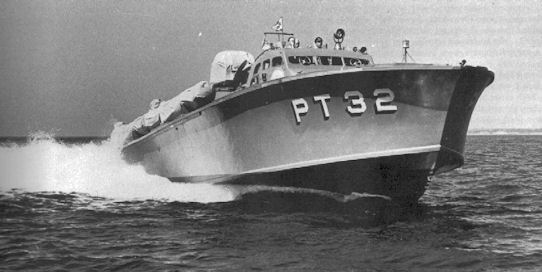
PT-32, один из торпедных катеров типа РТ-20, участвовавших в эвакуации.

Эвакуация генерала Дугласа Макартура с Филиппинских островов — военная операция США во время Филиппинской операции (1941—1942) в период Второй мировой войны по перевозке генерала Дугласа Макартура из Филиппин в Австралию.
Дуглас Макартур был ветераном Первой мировой войны (1914—1918). В 1937 году он ушёл в отставку из армии США и стал советником по обороне правительства Филиппинского содружества. В июле 1941 года, за несколько месяцев до начала войны между США и Японской империей, он был вновь призван на действительную службу и возглавил Командование сил США на Дальнем Востоке (USAFFE). Вторжение японцев на Филиппины в марте 1942 года вынудило Макартура отвести войска, находящиеся на острове Лусон, к полуострову Батаан, а штаб и свою семью перебросить на остров Коррехидор. Оборона Батаана была бесперспективной, однако, на фоне плохих новостей со всех фронтов, Макартур стал живым символом сопротивления японцам.
Опасаясь, что Коррехидор будет захвачен и Макартур попадёт в плен, президент США Франклин Рузвельт приказал Макартуру эвакуироваться в Австралию. Макартур решил прорваться через японскую блокаду на торпедных катерах. Отряд из четырёх катеров под командованием младшего лейтенанта Джона Балкели вышел в море 11 марта 1942 года после заката и, проделав двухдневный поход по неспокойному морю, едва избежав обнаружения японским военным кораблём, достиг города Кагаян на острове Минданао. Оттуда Макартур и его группа вылетели в Австралию с аэродрома дель Монте на паре бомбардировщиков Б-17 «Летающая крепость». Вместе с Макартуром эвакуировалась его семья и штаб (получивший название «Батаанская банда»), члены которого впоследствии вошли в состав главного штаба командования на юго-западном тихоокеанском театре.
После успешной эвакуации, уже в Австралии, генерал Макартур произнёс фразу, которую впоследствии стала широко использовать американская пропаганда в войне с Японией: «Я прошёл через это, и я вернусь» (англ. I came through and I shall return).

## Предыстория

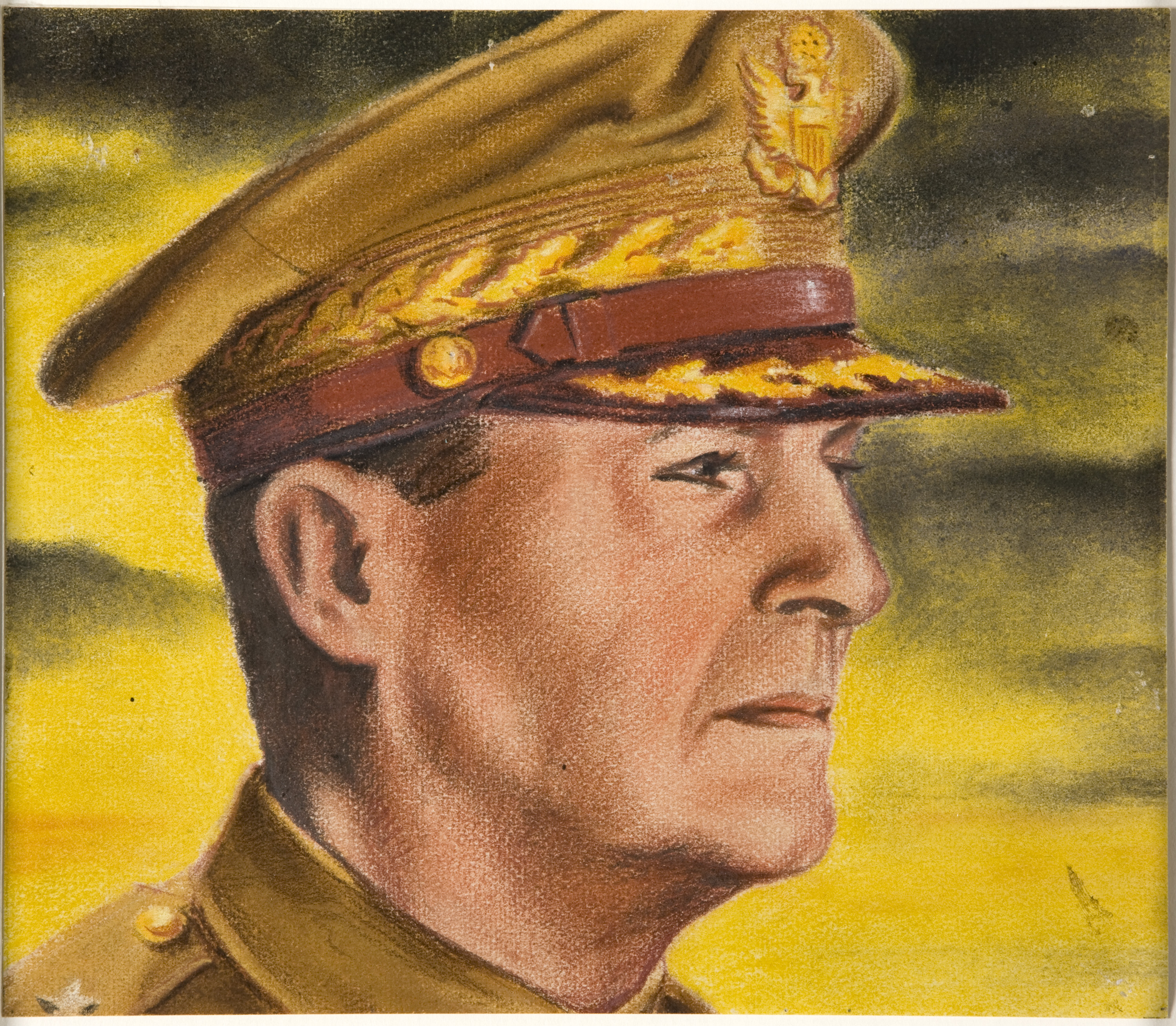
Макартур стал символом сопротивления союзников японцам

Дуглас Макартур был опытным и известным в США офицером. Его отец генерал-лейтенант Артур Макартур-младший был награждён медалью Почёта за подвиг, совершённый в ходе Гражданской войны в США. В 1903 году Дуглас Макартур закончил военную академию США в Уэст-Пойнте, став первым по успеваемости в выпуске. С 1905 по 1906 годы служил адъютантом у своего отца, а с 1906 по 1907 годы — адъютантом президента Теодора Рузвельта. В ходе Первой мировой войны командовал 84-й бригадой 42-й пехотной дивизии «Радуга», сражавшейся на Западном фронте. После войны занимал посты суперинтенданта (главы) военной академии США и начальника штаба армии США. В 1937 году Макартур ушёл в отставку из армии США и стал фельдмаршалом филиппинской армии.
Его обязанностью было консультирование филиппинского правительства по вопросам обороны и подготовка сил обороны Филиппин до обретения Филиппинами полной независимости, которую США обязались предоставить в 1946 году. Филиппинская армия и офицерский корпус, комплектуемые по призыву, полностью состояли из филиппинцев, при небольшом количестве американских советников. С 1937 года каждый год обучалось по 20 тысяч человек. США держали на Филиппинах постоянный гарнизон, численностью до 10 тысяч человек. Половина из него состояла из филиппинцев, так называемых «филиппинских скаутов».
В июле 1941 года Дуглас Макартур снова был призван в армию США и в возрасте 61 года возглавил Командование сил США на Дальнем Востоке (USAFFE), командуя одновременно американскими и филиппинскими силами. Макартур принял на себя трудную задачу подготовки филиппинской армии к войне. Филиппины вообще не располагали флотом, но в ходе визита в США в 1937 году Макартуру удалось провести через военно-морское министерство план по строительству торпедных катеров, небольших, быстрых, оснащённых торпедами, которые, по его мнению, идеально подходили к боевым действиям в филиппинских водах (мелководье и большое количество бухт). Филиппинские ВМС получили три таких катера, названных Q-катерами в честь президента Мануэля Кесона. В августе 1941 года командование ВМС США сформировало третий отряд торпедных катеров под командованием младшего лейтенанта Балкели. Отряд состоял из шести катеров под номерами с 31 по 35 и 41. Катера прибыли в Манилу в сентябре 1941 года. Было ясно, что для успешной обороны Филиппин потребуются не только торпедные катера.
В 1907 году американские военные планировщики решили, что отражение гипотетического вторжения на Филиппины будет нецелесообразным. Лучшее, на что можно было надеяться, — что гарнизон будет обороняться на полуострове Батаан, пока не прибудет помощь. По оценкам 1920-х годов предполагалось, что гарнизон сможет продержаться 60 дней. В 1930-х годах прогноз был изменён на более пессимистичный в связи с увеличением мощностей авиации и в В 1936 году американские военные аналитики решили, что оборона Филиппин будет для США нецелесообразной. Но в июле 1941 года это решение было изменено, правительство США решило оборонять и удерживать Филиппины. Такое решение частично основывалось на убеждении, что бомбардировщики B-17 смогут нанести урон противнику или уничтожить силы вторжения.
Вскоре после японского вторжения на Филиппины в декабре 1941 года, Макартур, в соответствии с довоенным планом, провозгласил Манилу открытым городом и приказал силам, размещённым на острове Лусон, отступать на полуостров Батаан. Правительство Филиппин, офис верховного комиссара и штаб Командования американских сил на Дальнем Востоке перебрались на остров Коррехидор. Хотя все родственники американских военных были отправлены в США, семья Макартура осталась на Филиппинах, поскольку он сам до нового призыва на службу считался служащим филиппинского правительства. Жена Макартура Джейн и его трёхлетний сын Артур отправились вместе с ним на Коррехидор. 21 февраля 1942 года Артур отметил там свой четвёртый день рождения. На вопрос о возможной судьбе Артура Дуглас Макартур ответил: «Он сын солдата».
Большая часть Азиатского флота США отошла к южным островам Филиппин. Была оставлена только небольшая группа под командованием контр-адмирала Фрэнсиса У. Роквелла, состоявшая из плавучей базы подлодок USS Canopus, спасательного судна подлодок Pigeon, канонерок Oahu, Luzon и Mindanao, тральщиков Finch, Tanager и Quail, пятерых буксиров, трёх небольших патрульных катеров и торпедных катеров из третьего отряда торпедных катеров. Потеря Манилы и американской военно-морской базы Субик-бей сильно осложнила ситуацию с горючим и запасными частями. Торпедные катера проходили обслуживание на плавучей базе USS Canopus и в плавучем сухом доке USS Dewey. Несмотря на это, третий отряд продолжил вести патрулирование. 17 декабря PT-32, PT-34 и PT-35 спасли 296 человек с гидроавианосца SS Corregidor, перевозившего беженцев в Австралию (гидроавианосец подорвался на мине и затонул в Манильской бухте). Через неделю PT-33 во время патрулирования к югу от Манильской бухты сел на мель и был сожжён, чтобы избежать захвата японцами. Через месяц погиб и РТ-31, после отказа машины катер снесло на рифы. В ночь на 23 января 1942 года торпедные катера атаковали вражеские баржи близ Лусона; 1 февраля — небольшой японский военный корабль; 17 февраля — небольшой японский корабль, возможно, рыболовецкий траулер.

## Решение об эвакуации

### Вашингтон
В послании президенту Рузвельту, отправленному в Вашингтон 11 февраля 1942 года, Макартур объявил, что он и его семья намерены «разделить судьбу гарнизона». Макартур знал, что в лучшем случае он окажется в плену, также он мог погибнуть при авиаударе или артобстреле. Через три дня глава штаба армии США генерал Джордж Маршалл настоял, чтобы Макартур отослал свою семью, но генерал проигнорировал эту часть сообщения. В Вашингтоне опасались, что с падением Коррехидора Макартур попадёт в плен. На тот момент Макартур стал чрезвычайно популярным в американском обществе и олицетворял сопротивление союзников японцам. Храбрая, но безнадёжная оборона Батаана захватила воображение американской публики, которая видела в Макартуре единственного генерала, который умел воевать с японцами.
Американский историк Уолтер Борнеман отмечал, что в то время американцы жили в состоянии неопределённости. На фоне поражений в Европе и разгрома американского флота в Перл-Харборе народ нуждался в герое. В это время в прессе сформировался образ генерала Макартура, который, едва ли не в одиночку, противостоял японцам.

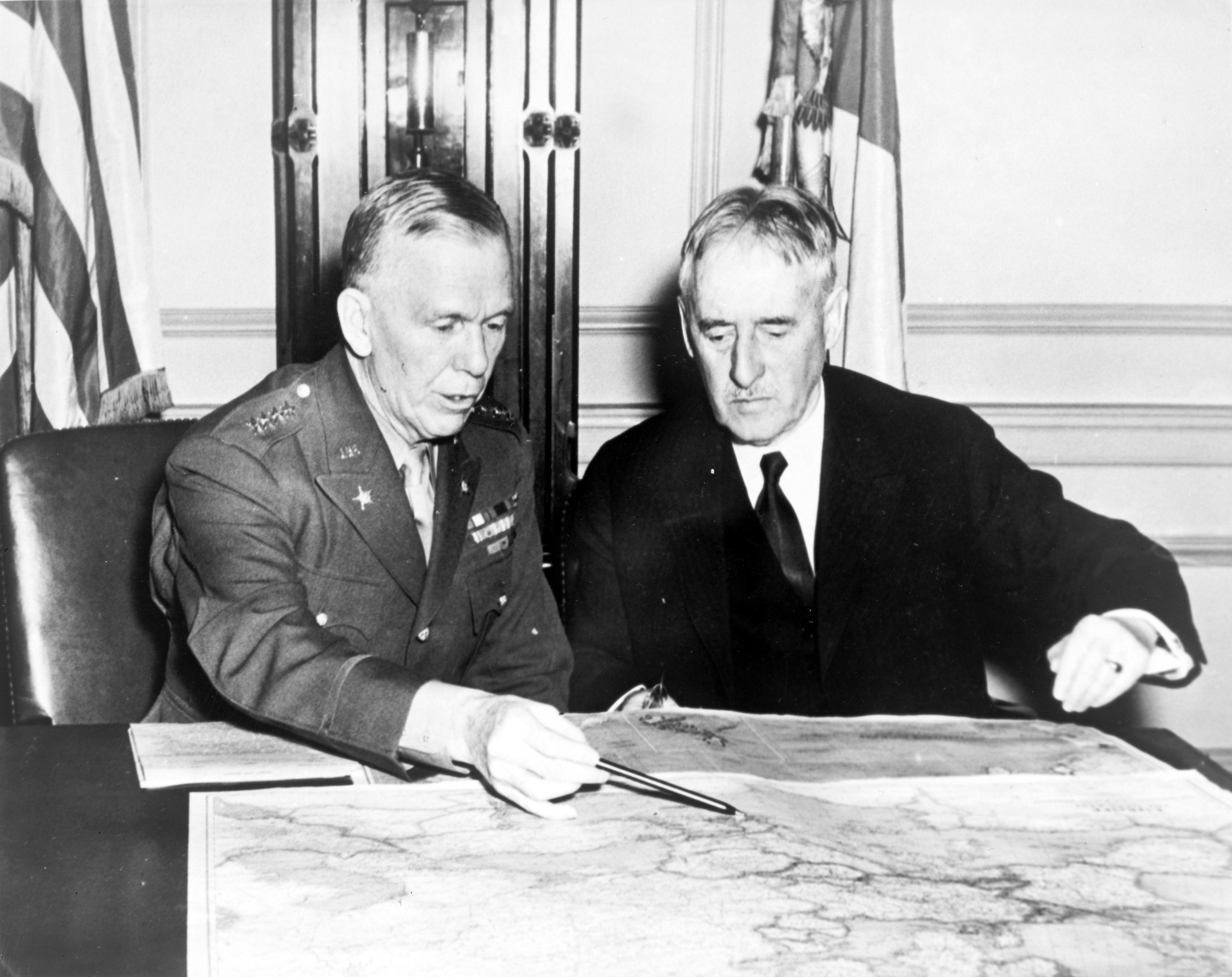
Глава штаба армии США Джордж Маршалл (слева) с военным министром Генри Л. Стимсоном в январе 1942 года.

На этом фоне госсекретарь Корделл Халл поднял вопрос об эвакуации Макартура. Бригадный генерал Дуайт Эйзенхауэр в своём личном дневнике отметил парадоксальность ситуации. Он считал, что роль Макартура переоценена, а должностные лица принимают решения на основании реакции общественного мнения и газетных статей, а не исходя из военной логики. Также он упомянул, что помощник Рузвельта генерал-майор Эдвин Уотсон уверен в необходимости эвакуации Макартура, поскольку «он стоит пяти армейских корпусов».
Президент Рузвельт рассматривал возможность отправки Макартура на остров Минданао для координации оборонительных действий филиппинских сил. Однако возник новый вопрос. После падения Сингапура роль Верховного командования американскими, британскими, голландскими и австралийскими вооружёнными силами (ABDA) была завершена, командование Макартура стало только номинальным. США обсудили с Британией раздел будущего командования. Стороны пришли к соглашению, что США возьмут ответственность за юго-западный тихоокеанский театр. Наиболее подходящей кандидатурой на пост командующего военными силами США в Тихом океане был Макартур. 23 февраля 1942 года Макартур получил сообщение от президента Рузвельта, военного министра Генри Стимсона и главы штаба армии генерала Маршалла:

«Президент приказывает вам как можно быстрее собраться и отбыть в Минданао… Из Минданао вы отправитесь в Австралию, где примете командование над всеми американскими силами… Необходимые приказы будут отданы согласно вашему запросу на подлодку или самолёт или на то и другое, чтобы вы могли выполнить приведённые выше инструкции. Вам разрешается взять с собой начальника вашего штаба генерала Сазерленда.»
Оригинальный текст (англ.)The President directs that you make arrangements to leave and proceed to Mindanao. You are directed to make this change as quickly as possible … From Mindanao you will proceed to Australia where you will assume command of all United States troops … Instructions will be given from here at your request for the movement of submarine or plane or both to enable you to carry out the foregoing instructions. You are authorized to take your chief of staff General Sutherland.— 

### Коррехидор
Макартур попросил самому выбрать время эвакуации. «Если подходящий момент для этой деликатной операции не будет выбран, — писал он, — может произойти внезапный коллапс». «Что касается конкретных деталей», — продолжал генерал, — «я считаю благоразумным отправиться в Минданао либо на корабле, либо на подводной лодке, а оттуда по воздуху, поскольку дальнейший поход на подводной лодке отнимет слишком много времени». Маршалл ответил, что президент разрешает Макартуру самому выбрать время и способ эвакуации. 27 февраля было распущено ABDA, Макартур формально перешёл под голландское командование, но получил приказ связываться напрямую с военным министерством США.
1 марта Макартур проинспектировал отряд торпедных катеров. Макартур с супругой Джейн полчаса плавали по морю на корабле РТ-41 под прикрытием четырёх оставшихся истребителей Curtiss P-40. Хотя море было спокойным, Джейн мучила морская болезнь. Для отвода глаз Макартур объявил целью визита награждение младшего лейтенанта Балкели крестом «за выдающиеся заслуги» (за потопление «неопознанного 5 000-тонного вражеского корабля торпедами без серьёзного ущерба для своего корабля и экипажа»). Макартур отвёл Балкели в сторонку и спросил возможно ли сделать 600-мильный (970 км) ночной поход на торпедных катерах по не нанесённым на карту водам. Балкели ответил, что это будет пустяком («a piece of cake»).
10 марта Макартур решил, что Батаанскому фронту не грозит неминуемый развал и заявил, что планирует отплыть 15 марта, когда в Коррехидор прибудет подлодка USS Permit. Штаб Макартура в Коррехидоре прослушивал радиопередачи в США, где говорилось, что Макартур отправится в Австралию. Следовало предположить, что японцы тоже прослушивали эти передачи. Появились и зловещие признаки: в заливе Субик были замечены японские патрули из надводных кораблей, приходили доклады о появлении японских эсминцев, идущих на север от южных островов Филиппин. Поэтому Макартур решил не ждать подлодку и отплыть как можно быстрее: ночью 11 марта на торпедном катере. Командование войсками на Батаане и Коррехидоре он передал генералу-майору Джону Уэйнрайту. Макартур пообещал Уэйнрайту: «Если вы всё ещё будете на Батаане, когда я вернусь, я произведу вас в генерал-лейтенанты» (англ. When I get back", if you're still on Bataan, I'll make you a lieutenant general). Уэйнрайт ответил: «Я буду на Батаане, если останусь в живых» (англ. I'll be on Bataan if I'm still alive).
Старший офицер третьего отряда торпедных катеров, командир РТ-34 лейтенант Роберт Келли позднее вспоминал по поводу решения идти на катерах вместо того, чтобы ждать подлодку:

«Когда я служил под командованием лейтенанта Балкели в качестве его заместителя во время этого и предыдущего заданий, я был посвящён в детали его переговоров с генералом Макартуром. Решение Макартура идти на катерах драматически подчёркивало для американской публики ту неравную борьбу, которую США вели на Филиппинах. Это уравнивало старый счёт со флотом. Кроме того, Макартур испытывал клаустрофобию и не хотел плыть на подлодке, идущей в подводном положении с капитаном, которого он не знал лично, и поэтому выбрал более приемлемую для себя альтернативу.»
Оригинальный текст (англ.)Having served with Lieutenant Bulkeley as his second in command on this and a prior assignment, I was privy to much of what transpired during his conferences with General MacArthur during the decision making process. MacArthur's decision to use the PT boats for the evacuation of his party dramatically emphasized to the American public the overwhelming odds against which the United States was fighting in the Philippines. It evened an old score with the United States Navy. And since he had a tendency towards claustrophobia and did not relish making the trip on a submerged submarine with a commander whom he did not personally know, it provided an acceptable alternative which he elected to exercise.— 

## Эвакуация

### Приготовления

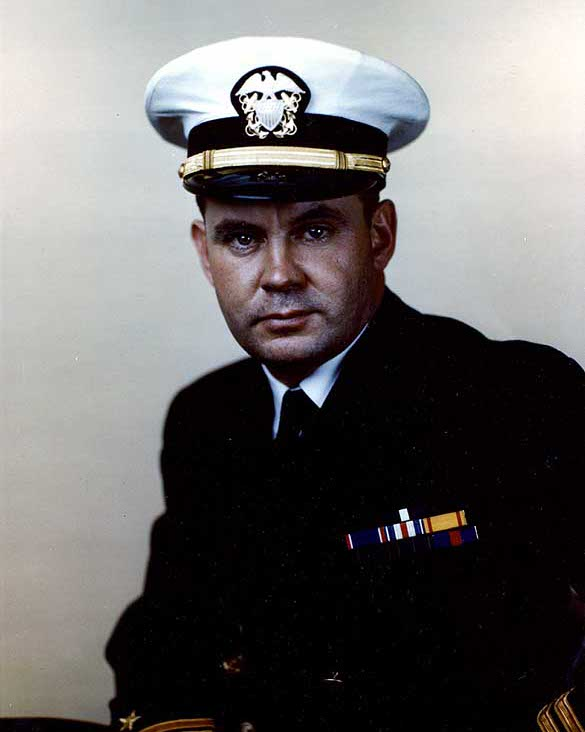
Лейтенант Балкели, командующий третьим отрядом торпедных крейсеров

Балкели и его люди подготовили катера для похода. Моторы на всех катерах отработали двойной срок в тяжёлых военных условиях без рекомендованного капитального ремонта. В результате скорость катеров снизилась вдвое. Поскольку запчастей не было, прокладки (в обычных условиях подлежащие замене) были тщательно очищены и установлены на место. Каждый катер нёс на палубе двадцать дополнительных 55-галлонных бочек горючего. Ввиду этого скорость катеров снизилась до 30 узлов. Чтобы высвободить место для пассажиров, Балкели оставил на берегу 32 своих человека, они были отправлены в пехотные части на Батаанском фронте.
Генерал Ричард Сазерленд, начальник штаба Макартура, составил списки пассажиров. Командующему 16-м военно-морским регионом контр-адмиралу Фрэнсису Роквеллу и главе его штаба капитану Херберту Рэю было приказано сопровождать Макартура. Они должны были отплыть на подлодке, но план был изменён после переноса даты эвакуации Макартура. По просьбе командования ВВС в число пассажиров был включён бригадный генерал Харольд Х. Джордж из воздушного корпуса армии США.
Макартура сопровождала его семья: жена Джейн, четырёхлетний сын Артур и китаянка А Че, няня (амах) Артура. Макартур позднее объяснял своё решение захватить китаянку вместо американской медсестры:

«Только немногим из тех, кто никогда не жил на Востоке, известно, насколько амах становится членом семьи. А Чу была с нами с рождения Артура. Её ждала бы неминуемая смерть, из-за отношений с моей семьёй, если бы мы её оставили».
Оригинальный текст (англ.)Few people outside the Orient", he wrote, "know how completely a member of the family an amah can become, and Ah Cheu had been with us since Arthur's birth. Because of her relationship to my family, her death would have been certain had she been left behind.— 
Для оказания медицинской помощи (при необходимости) из Батаана был вызван врач, майор Чарльз Морхауз. Оставшиеся тринадцать пассажиров были из штаба Макартура, некоторые из них годами служили с генералом. Создание нового штаба в Австралии требовало времени, наличие собственного штаба позволяло ему немедленно по прибытии в Австралию включиться в работу. Сазерленд взял в поход своего помощника подполковника Франсиса Уилсона и стенографиста мастер-сержанта Пола Роджерса (бывшего рядового, повышенного в звании в тот же день). Роджерс стал единственным нижним чином в списке, который он же и написал. Другие военные передали ему письма для передачи на почту.
Поскольку для пассажиров торпедных катеров не было продовольствия, Джейн и адъютант Макартура подполковник Сидни Л. Хафф набили консервами четыре вещевых мешка, по одному на каждый торпедный катер. Хафф снял с машины Макартура пластинки с изображением четырёх звёзд, чтобы их можно было использовать в Австралии и захватил матрас для Макартура. Позднее ходили слухи, что матрас был набит наличными или золотом, и что на торпедные катера была погружена мебель из резиденции Макартура в отеле «Манила» и даже (по одной из версий) пианино. На самом деле вес багажа каждого пассажира был ограничен (не более 35 фунтов — 16 кг). Джейн захватила небольшой чемодан с одеждой. На чемодане была наклейка отеля «Нью-Гранд» в Йокогаме, где она провела медовый месяц. Китаянка А Че завязала свои пожитки в косынку. Генерал Макартур вообще ничего не взял.
| Катер | Капитан                        | Другие офицеры                                        | Пассажиры |
| ----- | ------------------------------ | ----------------------------------------------------- | --- |
| PT-32 | Младший лейтенант Винс Шумахер | Энсин Коун Джонсон                                    | Бригадный генерал Спенсер Б. Эйкин, бригадный генерал Хью Дж. Кейси, бригадный генерал Уильям Ф. Марка, бригадный генерал Харольд Х. Джордж, подполковник Джо Р. Шерр, майор Куртис Л. Ламберт |
| PT-34 | Лейтенант Роберт Б. Келли      | Энсин Айлиф Д. Ричардсон                              | Контр-адмирал Франсис У. Роквелл, бригадный генерал Ричард Ж. Маршалл, полковник Чарльз П. Стиверс, капитан Джозеф Макмикинг                                                                   |
| PT-35 | Энсин Энтони Б. Эйкерс         | Младший лейтенант Генри Брантингем, энсин Бонд Мюррей | Полковник Чарльз Э. Уиллоуби, подполковник Легран А. Дилер, подполковник Франсис Г. Уилсон, мастер-сержант Пол П. Роджерс                                                                      |
| PT-41 | Лейтенант Джон Балкели         | Энсин Джодж Кокс                                      | Генерал Дуглас Макартур, Джейн Макартур, Артур Макартур-четвёртый, А Че, генерал-майор Ричард К. Сазерленд, капитан Герберт Дж. Рей, подполковник Сидни Л. Хафф, майор Чарльз Г. Морхауз       |

### Поход
От острова Норд-док у Коррехидора отошёл только один РТ-41, на борту которого находился Макартур с семьёй. Пассажиры, назначенные на оставшиеся катера, были доставлены в Батаан на баркасах и там уже пересели на торпедные катера. После того, как его семья поднялась на борт катера, Макартур сказал командующему обороной Манилы и залива Субик генерал-майору Джорджу Муру: «Джордж. Не опускайте руки, рискуйте, ведите игру. Я вернусь» (англ. George, keep the flag flying. I'm coming back).
РТ-41 отплыл 11 марта в 19:45 и через 15 минут присоединился к остальным кораблям. Минный заградитель флота провёл колонну катеров через минное поле. Затем катера перестроились в ромб, РТ-41 шёл впереди, РТ-31 замыкал строй. В случае нападения японцев РТ-41 должен был спасаться бегством, а остальные три катера вступить в бой с врагом. Волнение на море было умеренным, но вскоре большинство пассажиров начали испытывать морскую болезнь. Позднее Макартур вспоминал, что погода неуклонно портилась, сравнив плавание с путешествием в бетономешалке.

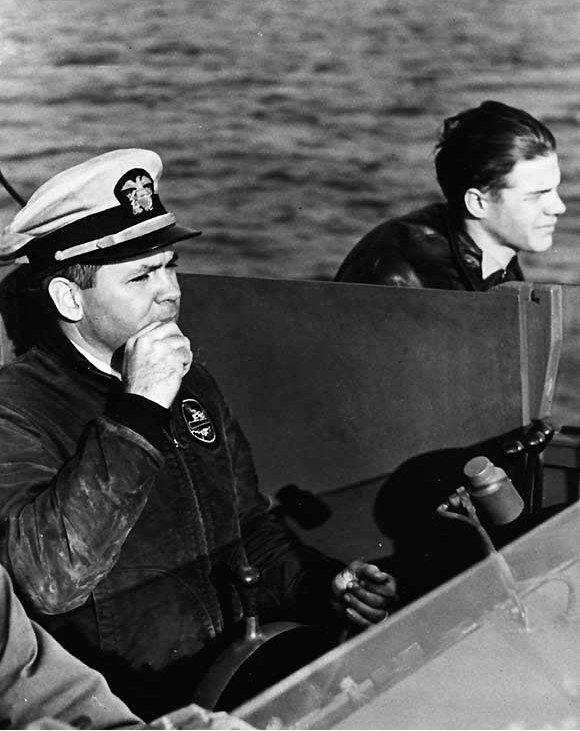
Лейтенант Балкели на мостике торпедного катера

Ночью катера отряда потеряли друг друга из вида. Балкели провёл некоторое время в поисках остальных трёх катеров, но не смог найти их в темноте. На рассвете он оставил поиски и направился к одному из альтернативных укрытий. PT-34, под командованием лейтенанта Келли, первым (в 09:30) достиг места встречи у острова Тагауаян. Других катеров не было видно. Один из пассажиров (контр-адмирал Роквелл) не был уверен, что Келли подошёл к нужному острову. Были проведены ремонтные работы, произведена дозаправка из бочек ручными насосами. Два человека были отправлены на самое высокое место на острове, чтобы предупредить о возможном приближении японцев или других катеров.
PT-32, у которого было только два исправных двигателя, отставал от остальных кораблей. На рассвете младший лейтенант Шумахер заметил силуэт, похожий на японский эсминец. Он бросил за борт бочки с топливом, чтобы можно было увеличить скорость, и стал уходить. Шумахер приказал экипажу встать у орудий 50-мм калибра и приготовиться к пуску торпед. Бригадный генерал Эйкин приготовил мешок, наполненный кодовыми книгами, к выброске за борт. Однако, когда совсем рассвело и корабль подошёл ближе, экипаж увидел в бинокли, что это вовсе не японский эсминец, а PT-41. Шумахеру было приказано выловить из моря бочки с топливом. Эта работа требовала времени, что подвергало катера опасности с нгаступлением утра, и экипаж выловив несколько бочек прекратил работу. Балкели приказал своим артиллеристам потопить оставшиеся бочки. Затем два катера скрылись в ближайшей бухте.
В полдень PT-41 и PT-32 добрались до острова Тагауаян, где встретили PT-34. Последовало обсуждение, стоит ли ожидать подлодку «Пермит» или идти дальше к Минданао. Балкели предупредил, что волнение на море может усилиться. Поскольку не было уверенности, что подлодка придёт, Макартур решил продолжить поход и выйти в 18:00 при свете дня, чтобы можно было видеть самолёты. Поскольку на PT-32 не осталось топлива, чтобы дойти до Минданао, его пассажиры были распределены по PT-41 и PT-34. После их ухода на место встречи прибыл запоздавший РТ-35. Эйкерс нашёл только экипаж РТ-32 и понял, что другие два катера были здесь и ушли. Поэтому он тоже отплыл и повёл катер к городу Кагаян-де-Оро.

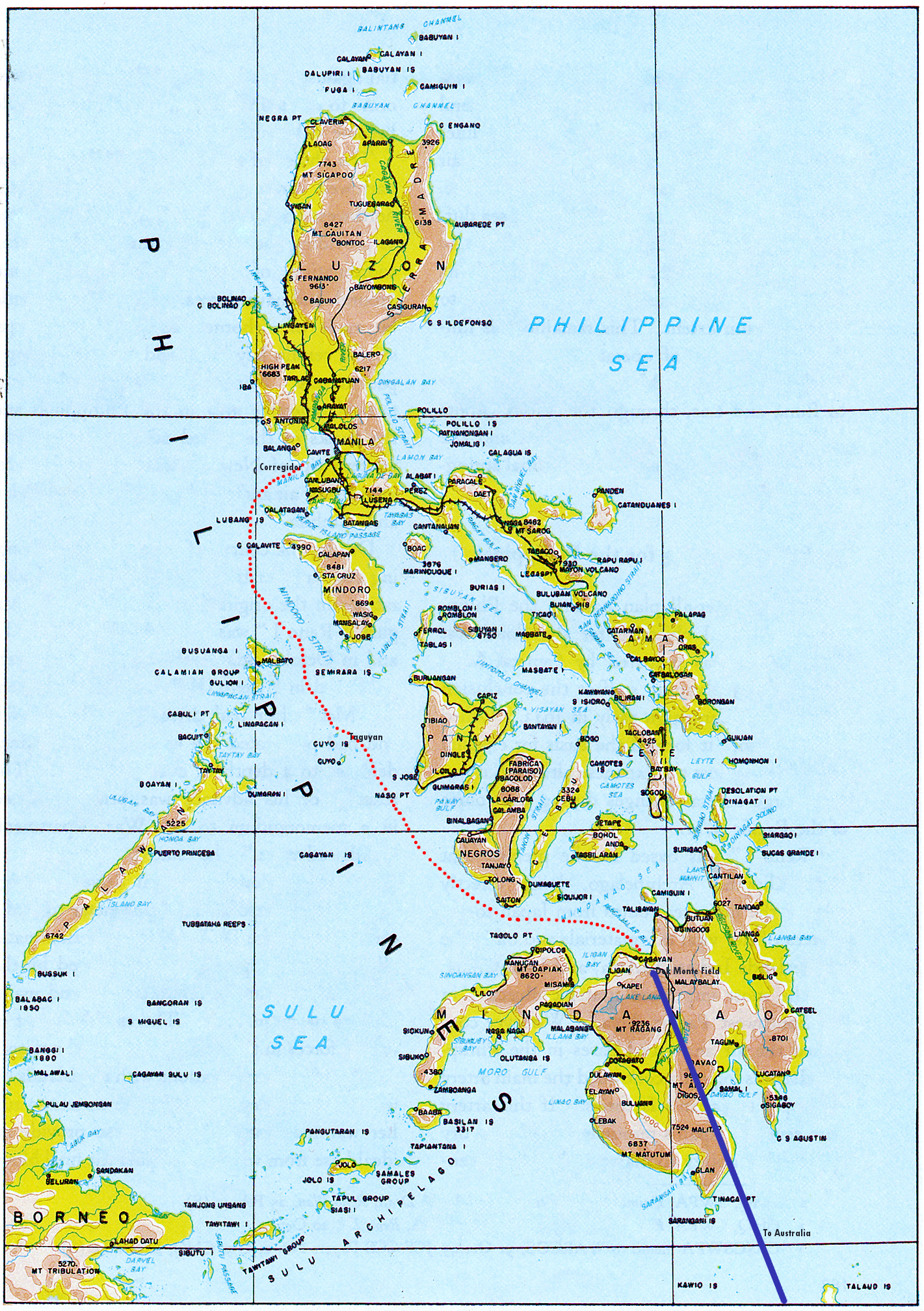
Карта похода Макартура на катере (красный цвет) и на самолёте (синий цвет).

В 19:00, по прошествии получаса после отплытия от острова Тагауаян, экипажи PT-34 и PT-41 заметили японский крейсер. Балкели резко повернул на запад и пошёл на максимальной скорости в 20 узлов носом к заходящему солнцу. Команда крейсера так и не заметила катера, возможно из-за высокой волны, слепящего солнца или банальной невнимательности. После полуночи погода стала портиться, поднялась сильная зыбь, периодически налетали шквалы. Келли позднее вспоминал.

Большие пенящиеся волны 15-20 футов высотой обрушивались на кабину, промочив всех. Наши бинокли полностью залило водой, в наши глаза попало столько едкой соли, что мы не могли видеть, вдобавок настала чёрная ночь. Мы шли с большой скоростью по неизвестным водам с островами вокруг нас. Мы могли видеть на горизонте очень расплывчатые контуры больших [островов] — Негроса и Минданао. Но здесь были и дюжины мелких островов и возможно сотни рифов.
Вам нужно было держать руку перед глазами, чтобы прикрыть их от воды, и в то же время вам нужны были обе руки, чтобы просто держаться [на ногах].
Адмирал ворчал: «Я ходил на всех типах кораблей флота кроме этих торпедных катеров» — кричал он мне, превозмогая ветер —, «И это худший капитанский мостик на котором я когда-либо был. Ни за что на свете я не стал бы служить на этих [катерах] — заберите их себе.»
Оригинальный текст (англ.)Big foaming waves fifteen or twenty feet high thundering over the cockpit, drenching everybody. Our binoculars were full of water and our eyes so continuously drenched with stinging salt that we couldn't see, in addition to which it was pitch-black. We were making good speed through strange waters with islands all around us. We could see the outlines of the big ones—Negros and Mindanao—very dimly against the horizon through the storm. But there were dozens of small ones and probably hundreds of reefs.

You had to keep one hand in front of your eyes to avoid the slapping force of the water and yet you needed both to hold on.

The Admiral was pretty wrought up. «I’ve sailed every type of ship in the Navy except one of these MTBs», he shouted at me above the wind, «and this is the worst bridge I’ve ever been on. I wouldn’t do duty on one of these for anything in the world—you can have them».— 
К рассвету ветер и зыбь на море стали стихать. Плохая погода задержала поход двух катеров, и сейчас им престояло пересечь море Минданао при свете дня. 13 марта после 06:30 показался остров Тагауаян. Весь поход от Тагауаяна первым шёл РТ-34, под командованием Келли, но сейчас во главе отряда пошёл РТ-41, так как у Балкели были карты каналов. РТ-41 первым достиг причала. Макартур стоял на носу. На причале их встретил полковник Уильям Морз, офицер из штаба бригадного генерала Уильяма Ф. Шарпа, командующего американскими силами на Минданао. Макартур пообещал Балкели наградить каждого офицера и матроса Серебряной звездой за храбрость за то, что те «вырвали его из пасти смерти».
Через несколько часов катер РТ-35 достиг Кагаяна. Уиллоуби позднее вспоминал, что они выбились из графика и добрались до северного берега Минданао, когда совсем рассвело и они могли быть обнаружены японскими самолётами.
13 марта к Тагауаяну подошла подлодка USS Permit под командованием лейтенанта Рифорда Г. Чаппла (Wreford G. Chapple). Она повстречала РТ-32. Поскольку два двигателя из трёх вышли из строя, Шумахер решил, что его катер не сможет идти дальше по морю. Он попросил Чаппла уничтожить катер огнём палубного орудия подлодки. Чаппл забрал 15 членов экипажа РТ-32 обратно на остров Коррехидор. Там высадились восемь членов экипажа, а Чаппл принял на борт сорок пассажиров, 36 из них были криптоаналитиками. Тем не менее, Чаппл получил приказ отправляться в регулярное патрулирование, которому он и последовал. 7 апреля подлодка USS Permit достигла Австралии. Балкели не был осведомлён об этом и продолжал поиски РТ-32. В последующие несколько дней он находился на борту нескольких самолётов (включая Р-35 и Р-40), пролетавших над районом, в надежде найти пропавший катер.

### Полёт
Командующий силами армии США в Австралии генерал-лейтенант Джордж Г. Бретт получил радиограмму от генерала Маршалла из Вашингтона, с предупреждением, что Макартуру потребуются бомбардировщики, чтобы доставить его отряд из Минданао в Австралию. Макартур отправил сообщение с просьбой предоставить ему «наиболее опытных пилотов и доступные самолёты в наилучшем состоянии». Однако из авиации дальнего действия Бретт располагал только бомбардировщиками В-17 из 19-й группы бомбардировочной авиации, которые были изношены в ходе кампании в голландской Ост-Индии. Поэтому Бретт обратился к вице-адмиралу Герберту Ф. Лири, командующему военно-морскими силами в области ответственности ANZAC, с просьбой предоставить ему несколько самолётов из недавно прибывших двенадцати бомбардировщиков флота В-17, на что получил отказ.

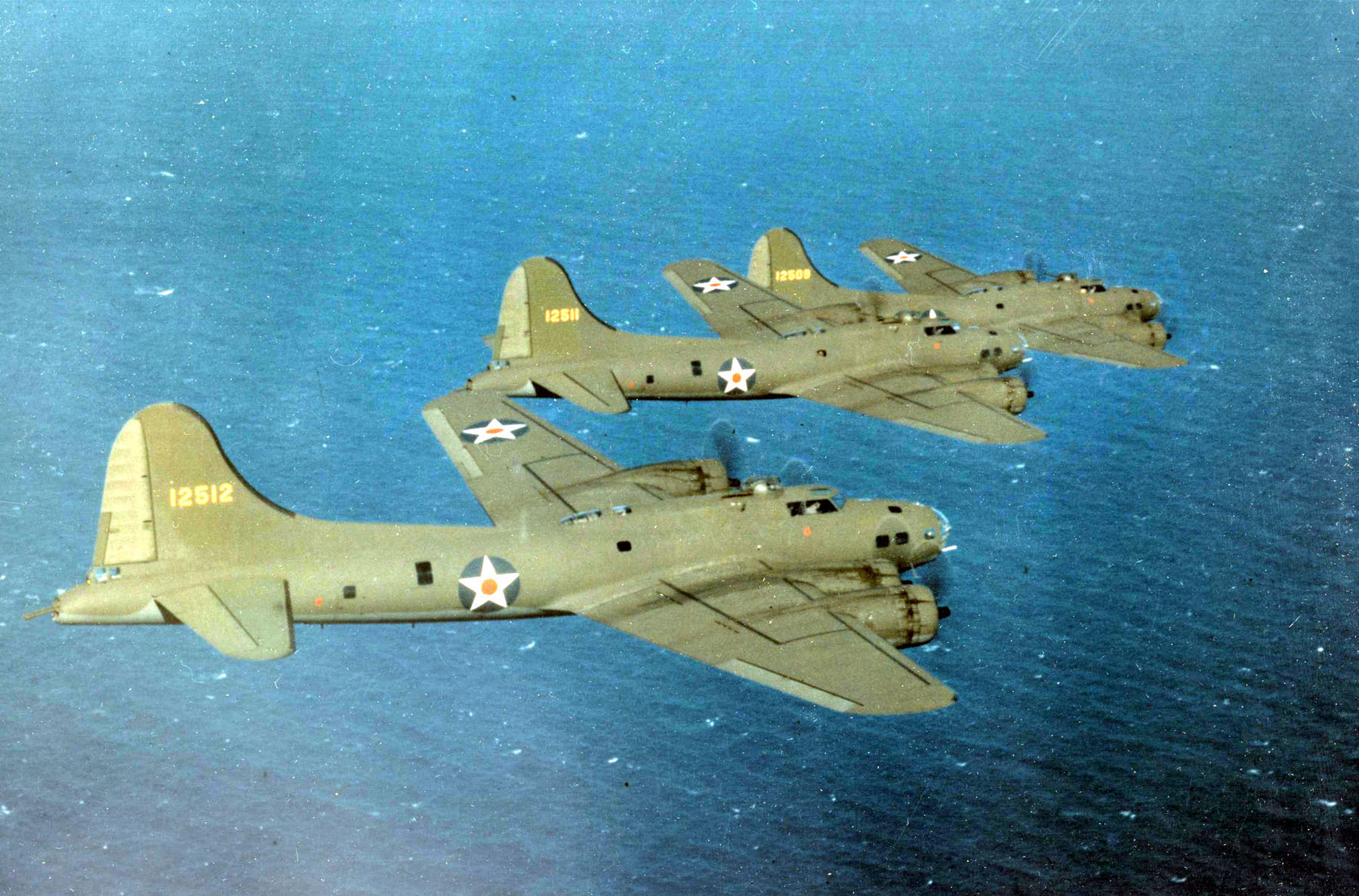
Самолёты Boeing B-17E Flying Fortress

Таким образом, генерал Бретт был вынужден обойтись собственными силами. Он послал четыре старых самолёта из 19-й группы бомбардировочной авиации. Два из них были вынуждены вернуться из-за проблем с двигателями. Один нечаянно сбросил 300 американских галлонов (около 1100 литров) топлива. Пилот взлетел и почти достиг аэродрома дель Монте, но всего лишь в нескольких милях до точки назначения его баки опустели и двигатели заглохли. В-17 совершил посадку в море. Двое членов экипажа погибли, но оставшимся удалось добраться до берега и затем до аэродрома дель Монте. Только один В-17, пилотируемый лейтенантом Харлом Пизом, добрался до аэродрома дель Монте. Этот самолёт был в плохом состоянии, у него не было тормозов и был неисправен нагнетатель. Шарп приказал Пизу лететь в Австралию прежде чем прибудет Макартур. Несмотря на отсутствие тормозов, Пиз прилетел обратно, привезя 16 пассажиров.
Таким образом, с прибытием катера РТ-35 группа Макартура в полном составе благополучно достигла Минданао, но на аэродроме дель Монте не было самолётов, чтобы их принять. Группу Макартура отвезли на плантацию дель Монте, разместили в домиках для гостей и предложили им завтрак в здании клуба. Макартур отправил пару кратких сообщений Бретту в Мельбурн и Маршаллу в Вашингтон. На второй день пребывания группы пришла филиппинская женщина, желавшая поговорить с Макартуром. Её сын сражался на острове Лусон и она прошла 25 миль (40 км), надеясь что у генерала есть новости о нём. Новостей, конечно, не было, но сам факт, что она была осведомлена о присутствии Макартура встревожил его группу, поскольку японцы были всего лишь в 30 милях (48 км) от них, в Давао, на южном побережье Минданао.

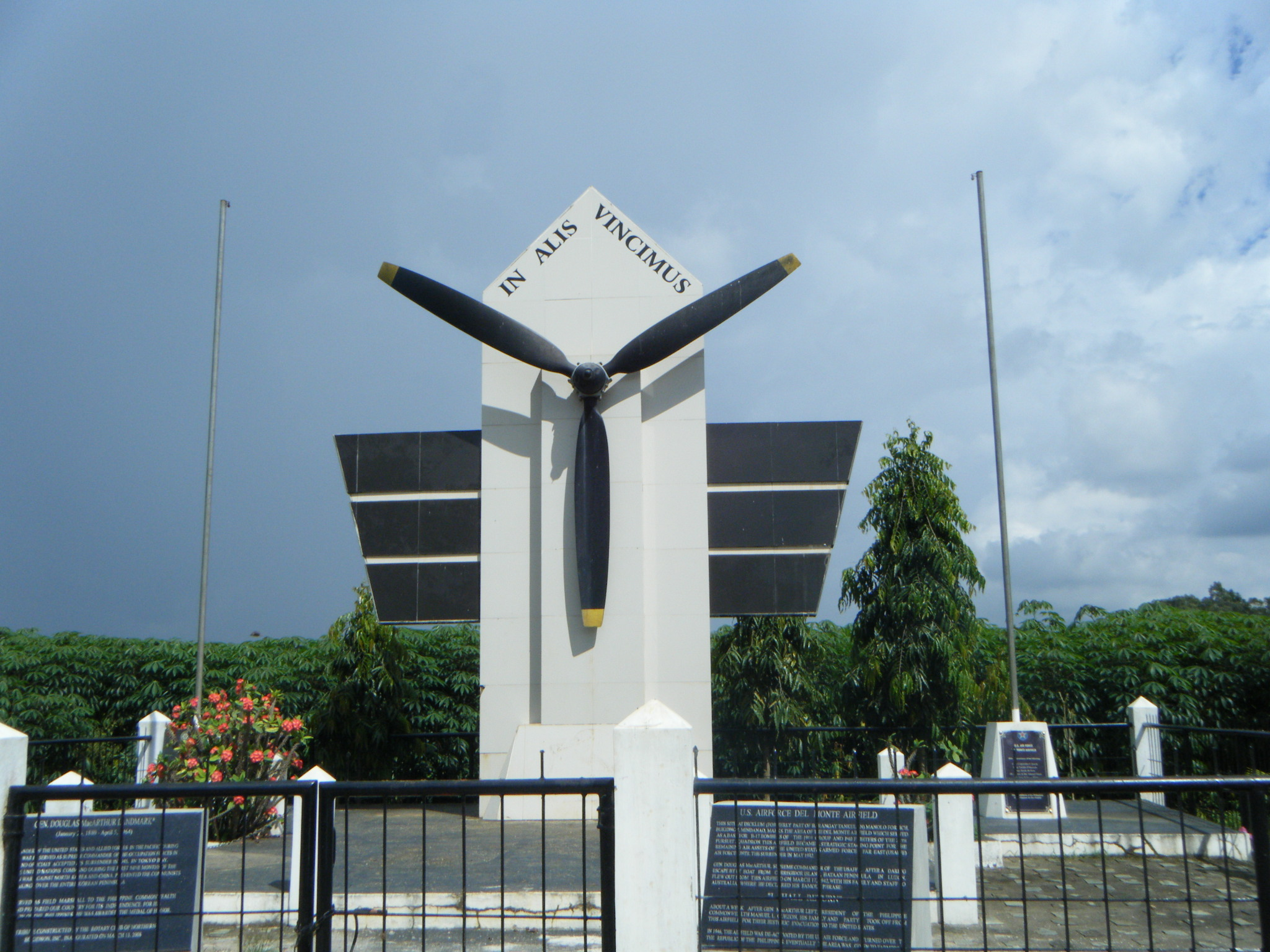
Памятник, посвящённый эвакуации Макартура на аэродроме дель Монте, Маноло Фортич, Букиднон, Филиппины

Бретт снова отправился к Лири. Он думал, что ему снова откажут, но на этот раз Лири предоставил Бретту нужный ему самолёт. Бретт полагал: «Возможно, до Лири дошли вести из Вашингтона». Недавно была сформирована 40-я разведывательная эскадрилья, в составе которой были бомбардировщики. Один В-17 вернулся, два других 16 марта достигли аэродрома дель Монте, совершив посадку в темноте при помощи огней. Пилот первого самолёта лейтенант Фрэнк П. Бостром рассчитал, что всех можно будет увезти на двух самолётах, если будет оставлен багаж. Отряд Макартура разделился на две группы. Два бомбардировщика взлетели в 01.30 17 марта. Макартур занял место радиста, который был не нужен, поскольку полёт выполнялся в радиомолчании. Для большинства пассажиров полёт прошёл в темноте и холоде, от металлического корпуса самолёта их отделяло только одеяло.
Когда два самолёта подлетели к Дарвину, было получено сообщение, что японцы совершили налёт на город. Поэтому два В-17 направились на аэродром Батчелор, где приземлились в 09.30. Макартур наградил экипажи обоих бомбардировщиков медалями «Серебряная звезда». Глава штаба Бретта бригадный генерал Ральф Ройс был готов встретить группу Макартура. Бретт послал два самолёта DC-3 Австралийских национальных авиалиний, чтобы доставить Макартура и его людей в Мельбурн. Однако супруга Макартура Джейн отказалась больше летать, и Макартур попросил предоставить ему автоколонну, чтобы доставить их до ближайшей железнодорожной станции, находившейся в тысяче миль (1600 км) от них в Алис-Спрингс. Сазерленд получил сведения о готовящемся авиарейде японцев и попросил Морхауза вмешаться. Морхауз объяснил Макартуру, что сын генерала, тяжело страдавший от морской и воздушной болезни, находится на внутривенном питании и он, Морхауз, не может гарантировать, что мальчик переживёт поездку [на машине] через пустыню. Выслушав Морхауза, Макартур согласился лететь в Алис-Спрингс. Когда они взлетели, прозвучала сирена, предупреждающая о воздушном налёте.

### Железная дорога

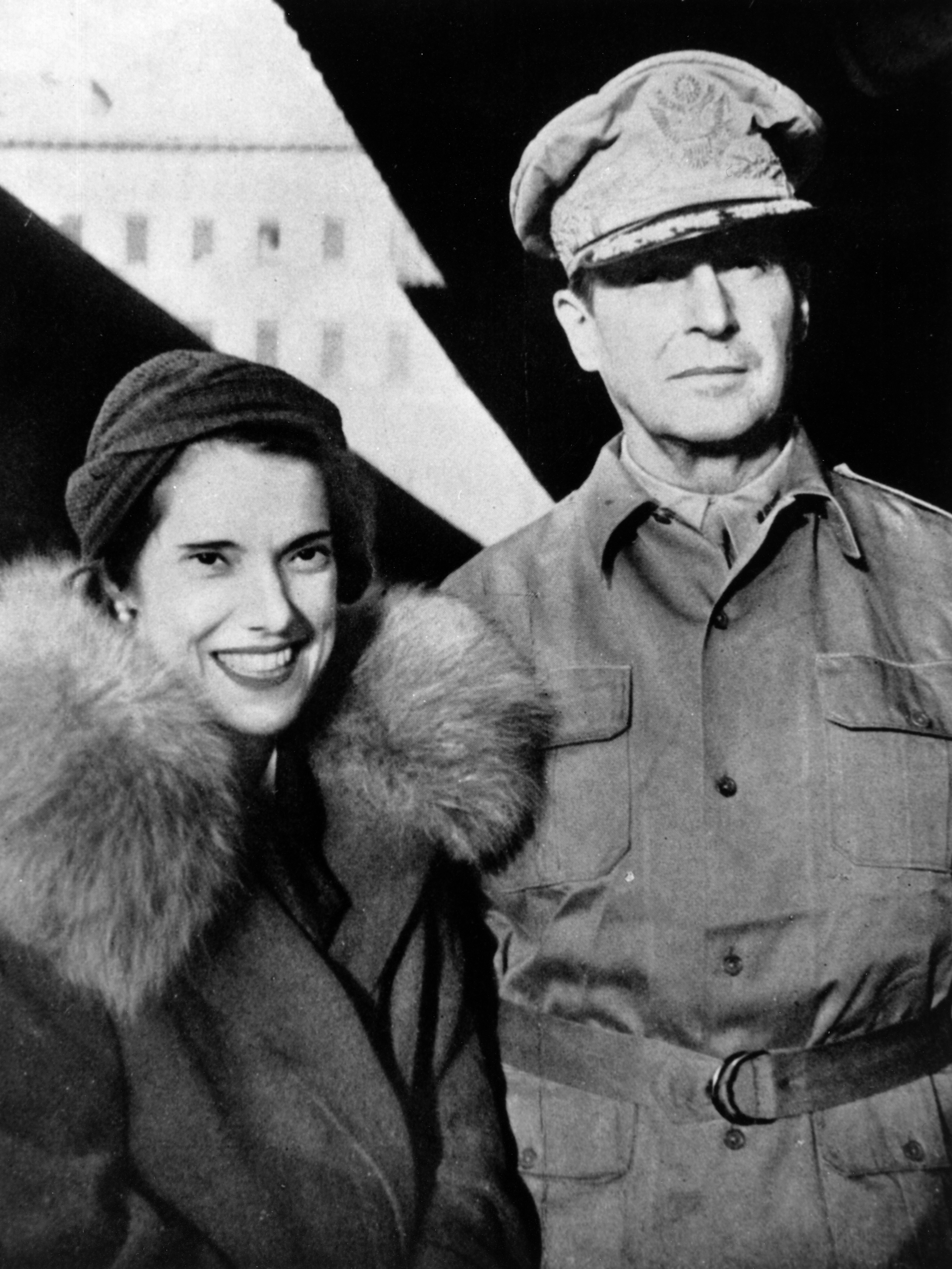
Фотография генерала Макартура с супругой 20 марта 1942 года в Аделаиде, Австралия

В Алис-Спрингс группа разделилась. 12 офицеров штаба Макартура вылетели в Мельбурн через Аделалиду, проделав на самолёте DC-3 оставшиеся 1200 миль (1900 км) до Мельбурна. Еженедельный пассажирский поезд вышел из Алис-Спрингс накануне. Железнодорожники кое-как собрали поезд из трёх вагонов для Макартура, его семьи, Сазерленда, Морхауса и Хаффа, чтобы отвезти их на юг по изношенной железной дороге, добавив к поезду спальный вагон, стоявший на запасном пути. В поезде находились два австралийских сержанта, которые подавали еду; уборку взяла на себя армейская медсестра. Чтобы попасть в вагон-ресторан или спальный вагон, пассажирам приходилось ждать остановки локомотива, а затем выходить и идти вдоль поезда. Остановок было много, и поезду часто приходилось простаивать на перекрестках, поскольку навстречу ему по одноколейному пути шли поезда, перевозившие людей и грузы на север [материка].
Проведя в пути 48 часов (скорость поезда не превышала 32 км/час), пассажиры в 9 часов утра 20 марта сошли со своего «древнего транспортного средства» на станции Терови (штат Южная Австралия). Там все пассажиры со своим грузом, должны были пересесть на поезда, идущие по широкой колее.
Макартур думал, что его путешествие остаётся в тайне и был встревожен, встретив на станции Аделаида толпы людей, военный почётный караул и репортёров, ожидающих его прибытия. Ожидания репортеров от брифинга не оправдались: Макартур сказал, что его политика во время операций заключается в самой краткой публичности и ограничении заявлений общими сообщениями из его штаба. Он кратко изложил причину своего пребывания в Австралии и завершил выступление фразой, намекавшей одновременно и на его опасное путешествие и на его сосредоточенность на цели освобождения Филиппин: «Я прошёл через это и я вернусь».
Эта фраза стала лозунгом, который генерал повторял много раз в течение последующих трёх лет, преследуя свою цель: вернуть Филиппины. Фраза распространилась отчасти и благодаря усилиям Управления военной информации США (OWI). Вскоре американские подводные лодки стали доставлять филиппинским партизанам коробки с пуговицами, жевательной резинкой, игральными картами и спичечными коробками с посланием Макартура, и фраза стала крылатой. Филиппинский журналист Карлос Ромуло, предложил фразу «Мы вернёмся» и генерал-майор Сазерленд передал это предложение Макартуру. Генерал Макартур использовал во фразе единственное число («Я вернусь») и OWI предложил изменить его на множественное число («Мы вернёмся»). Однако к тому времени Ромуло изменил своё мнение.: «Америка нас подвела и мы не будем ей доверять, но люди всё ещё верят Макартуру. Если он скажет, что он вернётся, ему поверят». Макартур отказался что-либо менять. Его критики приводили это как пример его мании величия. Один историк позже высказал мнение, что его «слова Цезаря» оставили «явный вкус пепла во рту людей, которые знали, что их призовут вернуться немного раньше него».
Для Макартура подали новый поезд для 150-мильного (240 км) путешествия в Аделаиду, через более прохладный, травянистый регион Южной Австралии. Поезд был более просторным и быстрым. Условия для пассажиров были несравненно лучше, поскольку комиссар Южно-Австралийских железных дорог предоставил для спешно подготовленного состава свой личный вагон, обычно используемый для инспекций. Пассажиры, немного отдохнувшие, но всё ещё сильно уставшие, в полдень прибыли в Аделаиду. На платформе железнодорожной станции Аделаиды их встретили старшие офицеры армий США и Австралии, дипломаты и местные высокопоставленные лица. В 7 часов вечера вагоны, прикреплённые к поезду Overland Express (включая вагон комиссара в конце состава), отправились в Мельбурн.
21 марта Макартур завершил своё путешествие, когда его поезд прибыл на станцию Спенсер-стрит, где его приветствовал австралийский министр армии Фрэнк Форд.

## После эвакуации
17 марта Рузвельт выступил с публичным заявлением:

Я знаю, что каждый мужчина и каждая женщина в Соединённых штатах вместе со мной восхищаются решимостью генерала Макартура сражаться до конца вместе со своими людьми на Филиппинах. Но мне также известно, что каждый мужчина и каждая женщина согласятся, что все важные решения должны приниматься исходя из курса на успешное окончание войны. Понимая это, я уверен, что каждый американец, задав себе вопрос, где генерал Макартур может наилучшим образом послужить своей стране может прийти только к одному ответу.
Оригинальный текст (англ.)I know that every man and woman in the United States admires with me General MacArthur's determination to fight to the finish with his men in the Philippines. But I also know that every man and woman is in agreement that all important decisions must be made with a view toward the successful termination of the war. Knowing this, I am sure that every American, if faced individually with the question as to where General MacArthur could best serve his country, could come to only one answer.— 
На Батаане на эвакуацию Макартура отреагировали по-разному. Многие американцы и филиппинцы были огорчены и чувствовали что их предали. Когда Уэйнрайт выложил новости перед своими генералами «они все были сначала подавлены новостями… Но вскоре я увидел, что они поняли, как понял это я». Некоторые, у которых были семьи на Филиппинах, встревожились. Один из них написал Рузвельту: «Вы не могли сделать ничего более худшего, чтобы окончательно сломить дух [солдат] и их родителей дома.» Уэйнрайт удерживал Коррехидор до 6 мая. Йозеф Геббельс объявил Макартура «генералом-беглецом», Бенито Муссолини назвал его трусом. Маршалл решил, что лучший способ противостоять этому — наградить Макартура медалью Почёта.

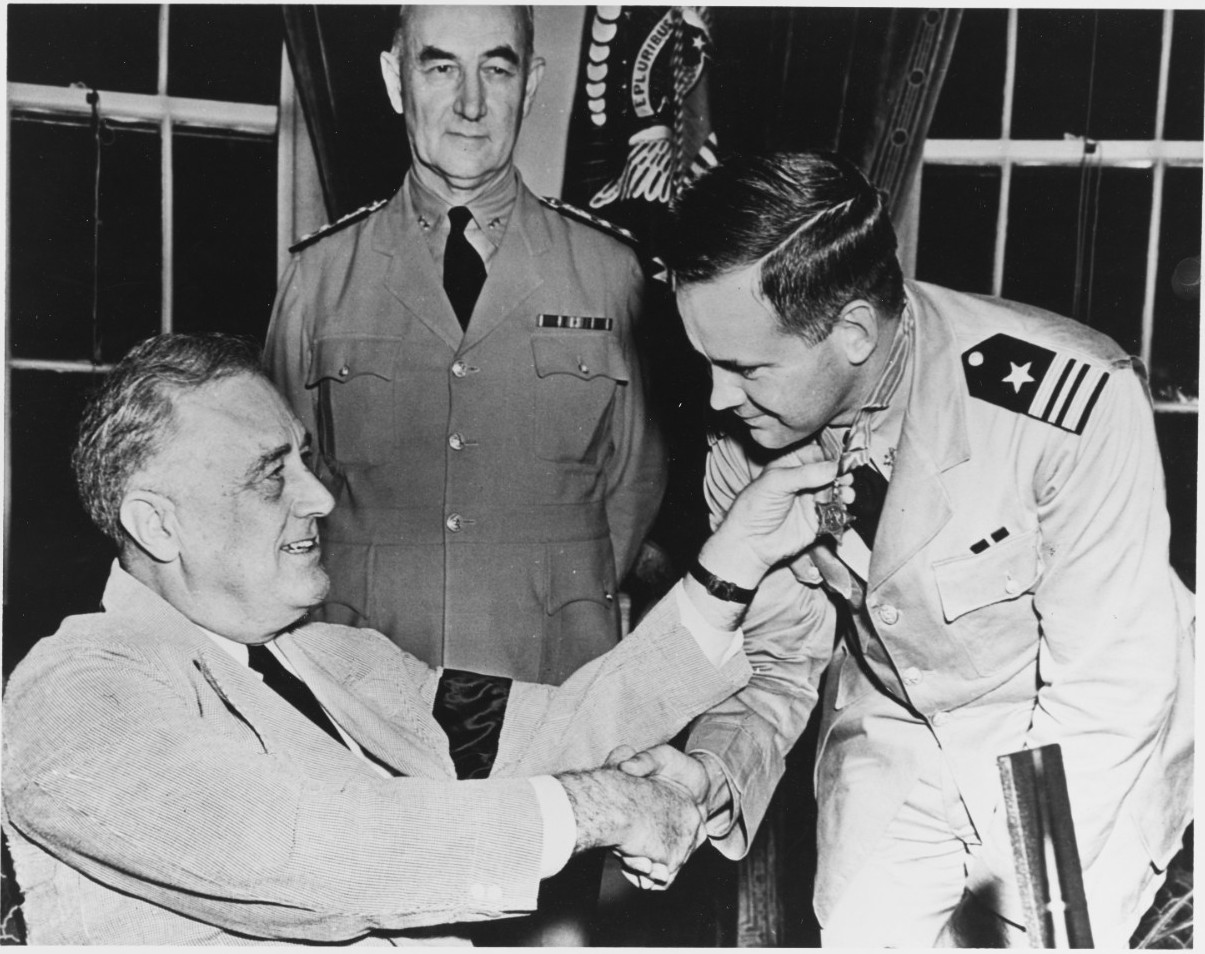
Лейтенант-коммандер (ВМС США) Балкели (справа) получает медаль Почёта из рук президента Франклина Рузвельта (слева), рядом стоит адмирал Уильям Леги, 1942 год.

В апреле 1942 года Балкели повёл свой отряд в атаку на японский крейсер «Кума». Катерам удалось попасть торпедой в крейсер, однако торпеда оказалась негодной и не взорвалась. Крейсер не потерпел никакого ущерба. С потерей города Себу торпед более не осталось, и служба оставшихся катеров отряда Балкели подошла к концу. Макартур предоставил офицерам торпедных катеров первую очередь на вылет из Минданао. Балкели вылетел 13 апреля по приказу Макартура. Кнокс, Келли и Эйкерс вылетели 23 апреля. Брантингем улетел на одном из последних самолётов из Минданао. Шарп сдался в плен в Минданао 10 мая.
Макартур впоследствии представил Балкели к медали Почёта. Руководитель военно-морских операций адмирал Эрнест Кинг не разрешил Макартуру вручить медаль морскому офицеру и составил наградную запись для Балкели по представлению ВМС. Рузвельт вручил медаль Балкели на церемонии в Овальном кабинете 4 августа 1942 года. Балкели написал книгу о своих подвигах под названием They Were Expendable (Они были расходным материалом). Роман по частям публиковался в журналах Reader’s Digest и Life и в 1942 году стал бестселлером. В 1944 году по сюжету книги вышел одноимённый фильм. Роберт Монгомери сыграл роль персонажем для которой послужил Балкели, Джон Уэйн сыграл роль Келли, а Донна Рид роль армейской медсестры, с которой у Келли была краткая связь. Послевоенный анализ показал, что большинство претензий, предъявленных к книге, были преувеличены.
Штаб, который Макартур увёз с Корехидора, стал ядром генерального штаба юго-западного района Тихого океана. «Батаанская банда» долгое время служила с Макартуром и была отмечена за свою фанатическую преданность генералу. Балкели также остался верным сторонником Макартура и отзывался о нём как о «величайшем генерале и государственном деятеле после Джорджа Вашингтона», он превозносил решение генерала эвакуироваться на торпедных катерах как «гениальный ход». Макартур сдержал своё обещание и вернулся на Филиппины. В марте 1945 года «Батаанская банда» вернулась на Коррехидор на четырёх торпедных катерах в ходе новой кампании на Филиппинских островах. Флаг, развевавшийся на катере, где находился Макартур во время эвакуации с Коррехидора, сейчас находится в библиотеке школы TMI Episcopal (носившей название Техасский военный институт), где учился Макартур.

## Комментарии
1. ↑  США обязывались отказаться от прямого управления Филиппинами к 1946 году, даровав Филиппинам полную независимость. Верховный комиссар был личным представителем президента США на этот период. Офис верховного комиссара был создан согласно закону Тайдингса — Макдаффи в 1934 году
2. ↑  16-й военно-морской регион включал в себя Филиппинские острова полностью
3. ↑  Китаянку звали Ло Чуи, но генерал по-семейному называл её А Чу
4. ↑  Также широко распространилась некорректная фраза: «Я вырвался с Батаана и я вернусь» (I came out of Bataan and I shall return), она была выбита и на мемориальной доске на железнодорожной станции Терови[78].